# 第二極洋丸
第二極洋丸（だいにきょくようまる、Kyokuyo Maru No.2）は、日本の極洋捕鯨（後に極洋）の捕鯨船（捕鯨母船）。アメリカ合衆国（アメリカ）の石油タンカーとして建造され、パナマ船籍の捕鯨母船に改装された後に日本の捕鯨母船兼石油タンカーとなり、最後は廃油処理船に改装された。

## T2タンカー
第二極洋丸の起源は、カイザー造船所スワンアイランド工場で建造されたT2タンカー（T2-SE-A1型、ハルナンバー34）のオレゴン・トレイル（Oregon Trail）である。オレゴン・トレイルは第二次世界大戦中の1943年（昭和18年）8月10日に起工し、10月16日に進水、11月5日に竣工した。船名は、西部開拓時代の主要街道だったオレゴン・トレイルに因む。
就役後、オレゴン・トレイルは戦時輸送管理局で運航後、1948年（昭和23年）にニューヨークのユニオン・サルファー・カンパニー（Union Sulphur Company）に売却され、社長のハーマン・ウィトンに因みハーマン・F・ウィトン（Herman F. Whiton）に改名された。

## オリンピック・チャレンジャー
1950年（昭和25年）、ギリシャの実業家で海運王として知られるアリストテレス・オナシスが捕鯨への参入のためにハーマン・F・ウィトンを購入した。ハーマン・F・ウィトンは船尾にスリップウェイやヘリポート、4本の煙突を追加や、鯨油用ボイラーなど捕鯨母船としての改装を施し、パナマ船籍の捕鯨母船オリンピック・チャレンジャー（Olympic Challenger）として就役した。
オリンピック・チャレンジャーはオリンピック・ホエーリング・カンパニー（Olympic Whaling Company）の捕鯨母船として、西ドイツのハンブルクを母港に、第二次大戦前に南氷洋捕鯨の経験があるドイツ人により運航され、毎年1,200頭を捕獲する一大船団を率いた。しかし、国際捕鯨委員会（IWC）で規制された鯨の種類や体長制限、報告義務を守らず、最初の南氷洋捕鯨となった1950年から1951年の捕獲頭数をシロナガスクジラ換算（BWU）999.6頭、翌1951年から1952年の捕獲頭数をBWU899.0頭と明確に虚偽の報告をしていた。さらに、鯨油の少ない未成熟鯨を処理もせずに海中に廃棄したり、南氷洋の帰路に南アメリカ大陸周辺でも無許可の捕鯨を行いチリ領海で拿捕され膨大な罰金を支払うなど、違反行為の多い捕鯨母船だった。
1955年（昭和30年）、目に余る数々の違法行為にノルウェー政府が調査を行い、航海日誌のコピーや違反操業の証拠写真、さらに便乗して監視する側のパナマの監督官に給与を支払っていた事実をIWCに告発した。告発を受理したIWCは鯨油の差押措置を取り、オナシスも採算性と海運業への影響からオリンピック・チャレンジャーと15隻のキャッチャーボートを、南氷洋での捕鯨権を含め850万ドル（当時の為替レートで30億6,000万円）で売却することとなった。

## 第二極洋丸

### 極洋捕鯨による購入
第二次大戦前に極洋丸で行っていた南氷洋捕鯨の再開を模索していた極洋捕鯨だが、1946年（昭和21年）に締結された国際捕鯨条約により総捕獲頭数の規制と捕鯨オリンピック方式が採られた結果、捕鯨船団の増加は条約加盟国により制限され、極洋捕鯨も連合国軍最高司令官総司令部（GHQ）の許可を得られないままだった。極洋捕鯨は1947年（昭和22年）以降、日本水産（現・ニッスイ）や大洋漁業（現・マルハニチロ）の南氷洋捕鯨船団にキャッチャーボートを参加させ、漁場の調査や船員の養成を行ったが、1949年（昭和24年）に極洋捕鯨の副社長となった法華津孝太は、南氷洋出漁のためには国外の捕鯨船団を捕鯨の権利と共に購入し、国内外の問題を解決すべきだと考えていた。
その折にオリンピック・チャレンジャーの船団が売り出されている情報を聞きつけた極洋捕鯨は、日魯漁業（後のニチロ、現・マルハニチロ）が捕鯨事業に参入する動きもあったことから、三菱商事と三井物産からの借入や大和銀行（現・りそな銀行）などの融資や大蔵省為替局（現・財務省国際局）の判断で、船価だけで850万ドル（20億円）という高額にも関わらず言い値で買い取った。オナシスは価格交渉せずに「売り逃げ」に成功したが、法華津は渡欧するたびにイギリスやノルウェーの捕鯨業者から、違法行為が目立った同船の購入を感謝された。
1956年（昭和31年）3月27日、オリンピック・チャレンジャーとオリンピック・リーダーなど15隻のキャッチャーボートの売買契約が調印され、5月23日にオナシスと法華津も出席する中、船団はロッテルダム港で引き渡され、オリンピック・チャレンジャーは第二極洋丸に改名された。翌6月に第二極洋丸は日本に回航され、東日本重工業横浜造船所（現・三菱重工業横浜造船所）で改装工事を行った。この間、極洋捕鯨はオリンピック・チャレンジャーの元機関長兼工場長を招聘し、製油工場の操作と部品の在庫の説明を受けたほか、備品目録を引き継いだ。改装後、10月の出漁まで期間がある第二極洋丸は、ペルシャ湾へ原油輸入に向かうと同時に、英語とドイツ語からなる備品目録の翻訳と備品の確認を行った。

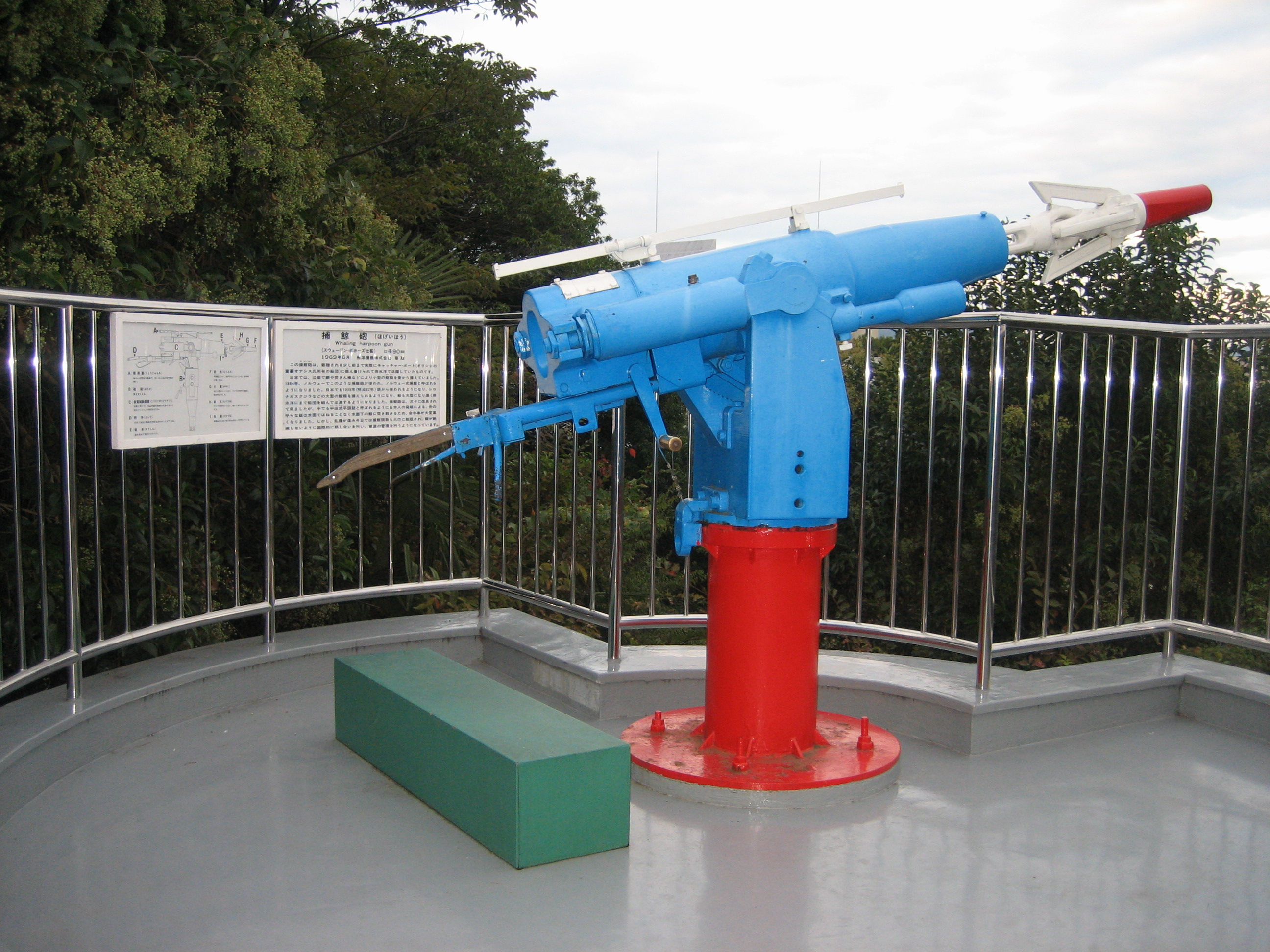
姫路市立水族館に展示されているおおとり丸型キャッチャーボートの捕鯨砲

第二極洋丸と共に購入した15隻のキャッチャーボートは、3隻がロッテルダムで売却され、残りは第一大鵬丸から第十五大鵬丸に改名された。船団の回航のために200名以上の船員が空路でロッテルダムに向かったが、これは日本で最初の船員の集団空輸となった。購入したキャッチャーボートに加え、同じ年に2隻（第十京丸、第十一京丸）のキャッチャーボートと、冷凍工船極光丸が竣工して南氷洋捕鯨の準備が進められた。砲手には、沿岸捕鯨の捕鯨船の砲手1名や日本水産を退職した砲手3名が採用され、1956年3月から宮城県鮎川で訓練が始まった。第二次大戦中に重巡洋艦利根の艦長を歴任した旧帝国海軍大佐の黛治夫がそれまでの個々の経験と勘に頼った発射技術を三角法やグラフを用いて論理的に指導し、ボフォース製の90mm捕鯨砲の発射訓練が行われた。キャッチャーボートの船内もドイツ語表記で、日本語表記に翻訳された。回航後、キャッチャーボートの船名は大鵬丸からおおとり丸に再改名された。

### 再び南氷洋へ
1956年10月27日、第二極洋丸の船団は12隻のキャッチャーボートと冷凍工船2隻（極山丸と極光丸）、タンカー1隻、冷蔵運搬船3隻からなるA級船団として、横浜港から第11次南氷洋捕鯨に出航した。第二極洋丸の船団はヒゲクジラBWU669.9頭（シロナガスクジラ145頭、ナガスクジラ1,021頭、ザトウクジラ34頭、イワシクジラ5頭）、マッコウクジラ167頭を捕獲、ヒゲクジラの鯨油1万2,710t、冷凍品1万949.2t、塩蔵品1,475.0t、肝油23.068t、マッコウクジラの鯨油1,446t、冷凍・塩蔵品136.7t、肝油3.529tなどを含む2万6,709tし、1957年（昭和32年）4月11日に帰航した。第二極洋丸の船団は、初出漁で日本の捕鯨船団である5船団のうち3位に躍り出たが、資本金12億円、総売上33億円の極洋捕鯨が30億円の船団購入費を補填するにはBWU800頭の捕獲が望まれ、復路では船団長名で意見を求める要望が各船に通達された。
1957年10月21日から1958年（昭和33年）4月5日の第12南氷洋捕鯨では、おおとり丸型キャッチャーボートの2隻をレシプロ機関からディーゼルエンジンに換装して性能を向上させた結果、日本の捕鯨船団で最多のヒゲクジラBWU824.86頭（シロナガスクジラ120頭、ナガスクジラ1,322頭、ザトウクジラ23頭、イワシクジラ208頭）、マッコウクジラ354頭を捕獲したが、ヒゲクジラの鯨油1万4,650t、冷凍品1万4,719.5t、塩蔵品1,837.9t、肝油11.661t、マッコウクジラの鯨油2,958.0t、冷凍・塩蔵品97.7t、肝油7.08tなどを製造し、総生産数は4位の3万3,790tだった。
1958年11月1日から1959年（昭和34年）4月11日の第13次南氷洋捕鯨では、おおとり丸型捕鯨船のさらに1隻の主機をディーゼルエンジンに換装した。第二極洋丸の船団はヒゲクジラBWU938.03頭（シロナガスクジラ75頭、ナガスクジラ1,508頭、ザトウクジラ248頭、イワシクジラ59頭）、マッコウクジラ250頭を捕獲し、ヒゲクジラの鯨油1万6,270t、冷凍品1万6,411.6t、塩蔵品2,509.9t、肝油10.723t、マッコウクジラの鯨油2,044.0t、冷凍・塩蔵品125.5t、肝油4.29tなどを製造、各国の捕鯨船団でもトップクラスの成績を収めた。1959年3月初め、極洋捕鯨とペットフードを製造していたイギリスのペットフーズ社の間で冷凍鯨肉1,000tの購入契約が締結され、冷凍船第二秋津丸は冷凍工船極光丸（元・ばいかる丸）から冷凍鯨肉を、第二極洋丸からリバプールまでの海図と水路誌を受け取り、イギリスへ向かった。
第13次南氷洋捕鯨から帰港後、第二極洋丸は横浜ゴムが試作していた防舷材を搭載したほか、1959年8月には、魚群調査用のベル47「極風号」が購入された。
1959年11月5日からの1960年（昭和35年）4月18日の第14次南氷洋捕鯨は、前年11月の国際捕鯨会議で総捕獲頭数BWU1万5,000頭の国別配分が紛糾したため、日本は自主的にBWU5,175頭の捕獲枠を設定し、極洋捕鯨に925頭を割り当てた。第二極洋丸の船団は11月5日に出航し、防舷材は第二極洋丸と冷凍船の横付けには順調だったが、タンカーとの横付け中に天候急変で動揺が激しくなり、防舷材は破損沈没した。一方のヘリコプターは、タンカー極鳳丸とキャッチャーボート各1隻にもヘリポートが用意されたが、操縦士が陸上自衛隊出身のため、海上で目標物を見失って位置が分からなくなることがあり、第2極洋丸に竣工時から装備されていた黒い煙幕を張って、位置を知らせることがあった。また、ヘリコプターの爆風でマッコウクジラの魚群が潜っていくことがあった。第二極洋丸の捕鯨船団は、ヒゲクジラBWU894.26頭（シロナガスクジラ41頭、ナガスクジラ1,645頭、ザトウクジラ59頭、イワシクジラ43頭）、マッコウクジラ296頭を捕獲し、日本の6船団で第3位となった。一方で、ヒゲクジラの鯨油1万5,515t、冷凍品1万8,657.4t、塩蔵品1,703.7t、肝油9.672t、その他製品155.4t、マッコウクジラの鯨油1,619.0t、冷凍・塩蔵品103.8t、肝油3.317tなどを製造し、鯨油の生産量は前年よりも減少した。これは漁期の早い時期に大量に捕獲したのが理由で、食餌により脂肪が蓄積する前の鯨を捕獲したことで、鯨油などの生産は6船団中最下位だった。
好成績を収める第二極洋丸だったが、極洋捕鯨と競合する大洋漁業や日本水産は2-3船団で操業することから、極洋捕鯨では複数の船団を有する構想が練られた。1960年8月15日、イギリス船籍の捕鯨母船バリーナが冷凍工船エンダービー、キャッチャーボート7隻と共に極洋捕鯨に引き渡され第三極洋丸に改名されたため、極洋捕鯨の南氷洋捕鯨は2船団構成となった。1960年10月25日から1961年（昭和36年）4月24日の第15次南氷洋捕鯨では、ゴムの強度を増しワイヤーネットを改良した防舷材を搭載し、随時短時間で接舷することに成功。ゴム製防舷材はノルウェーやソビエト連邦（ソ連）の捕鯨船団も採用したほか、捕鯨母船以外の大形船舶に広く普及した。第二極洋丸の船団は、第15次南氷洋捕鯨でヒゲクジラBWU915.0頭（シロナガスクジラ203頭、ナガスクジラ1,418頭、イワシクジラ18頭）、マッコウクジラ245頭を捕獲し、ヒゲクジラの鯨油1万6,440t、冷凍品1万9,525.1t、塩蔵品1,920.0t、肝油13.785t、その他製品310.2t、マッコウクジラの鯨油1,870.0t、冷凍・塩蔵品89.2t、肝油3.632tなどを製造した。しかしペルーで大量の魚油が製造された結果、油脂市場が供給過剰に陥り鯨油価格は4万円/tまで暴落。極洋捕鯨を含む各社は打撃を受けた。
1961年（昭和36年）から1962年（昭和37年）の第16次南氷洋捕鯨では、過去紛糾した国別捕獲枠が合意に達したほか、捕鯨母船の増加が禁止された。新たに大洋漁業がノルウェーからコスモスIII（後の第三日新丸）、イギリスからサザン・ベンチュラーを購入し、日本水産がイギリスからサザン・ハーベスターを購入した。総捕獲枠BWU1万5,000頭の41%が日本に割り当てられ、極洋捕鯨には第二・第三極洋丸に各BWU874.71頭が割り当てられた。第二極洋丸はキャッチャーボート12隻、冷凍船の極山丸と極光丸、タンカーの極鳳丸、仲積船の千代田丸と共に、10月14日にヒゲクジラBWU954.2頭・マッコウクジラ250頭の捕獲計画で出漁した。悪天候や他の捕鯨母船が目視できるほどの過密した操業に伴い、ヒゲクジラBWU830.5頭（シロナガスクジラ188頭、ナガスクジラ1,227頭、イワシクジラ174頭）、マッコウクジラ213頭のみの捕獲で1962年5月4日に帰国した。第三極洋丸の捕獲量（ヒゲクジラBWU973.5頭、マッコウクジラ51頭）に追い抜かれた。ヒゲクジラの鯨油1万2,950t、冷凍品2万1,389.1t、塩蔵品2,388.7t、肝油11.548t、その他製品1,010.3t、マッコウクジラの鯨油1,670.0t、冷凍・塩蔵品60.5t、肝油3.224tなどを製造し、鯨油価格が6万円/tまで回復したため、第二・第三極洋丸の操業は好成績とされた。帰港後の7月、「極風号」が京成電鉄に売却されたほか、10月には第十二おおとり丸が改装され第二十五京丸に再改名された。
1962年10月6日に横浜港を出航した第17次南氷洋捕鯨では、第二極洋丸船団はヒゲクジラBWU886.5頭（シロナガスクジラ151頭、ナガスクジラ1,421頭、イワシクジラ150頭）、マッコウクジラ538頭を捕獲し、ヒゲクジラの鯨油1万6,735t、冷凍品1万8,714t、塩蔵品1,060.2t、肝油11.641t、その他製品1,269.9t、マッコウクジラの鯨油1,619.0t、冷凍・塩蔵品103.8t、肝油3.317t、その他製品194.0tを製造し、第三極洋丸の製造量（ヒゲクジラ3万2,423.4t、マッコウクジラ885.1t）を再び追い抜いた。第二極洋丸の船団は、1963年（昭和38年）5月2日に帰航した。
1963年10月20日から1964年（昭和39年）5月4日の第18次南氷洋捕鯨では、ヒゲクジラBWU847.16頭（ナガスクジラ1,534頭、イワシクジラ481頭）、マッコウクジラ493頭を捕獲し、ヒゲクジラの鯨油1万8,210t、冷凍品2万358.0t、塩蔵品668.0t、肝油15.200tt、その他製品1,343.1t、マッコウクジラの鯨油1,783.0t、冷凍・塩蔵品45.0t、肝油4.204t、その他製品114.5tを製造した。
1964年10月21日に第二極洋丸が出航した、第19次南氷洋捕鯨が2船団による最後の南氷洋捕鯨となった。第二極洋丸船団はヒゲクジラBWU665.83頭（ナガスクジラ895頭、イワシクジラ1,310頭）、マッコウクジラ485頭を捕獲し、ヒゲクジラの鯨油1万3,783t、冷凍品2万4,977.3t、塩蔵品524.1t、その他製品1,177.1t、マッコウクジラの鯨油1,623.0t、冷凍・塩蔵品9.7t、肝油4.373t、その他製品93.6tを製造、1965年（昭和40年）5月4日に帰航した。1965年のIWCの会議で総捕獲枠が前年より1,000頭減少の3,500頭まで削減され、ザトウクジラ1年、シロナガスクジラ5年の禁漁が決まったことにより、第二極洋丸は大洋漁業（後にマルハ、現・マルハニチロ）の第二日新丸と共に南氷洋捕鯨から撤退した。

### 北洋捕鯨
第二極洋丸は極洋丸に代わり、北洋海域（太平洋最北部・オホーツク海・ベーリング海）の捕鯨（北洋捕鯨）に従事することとなった。北洋捕鯨は1965年から大洋漁業と極洋捕鯨が共同経営で操業しており、極洋捕鯨はヒゲクジラ専門の船団を提供していた。1966年（昭和41年）5月15日、第15次北洋捕鯨に伴い第二極洋丸の船団は横浜港を出航した。第二極洋丸船団はヒゲクジラBWU734.0頭（ナガスクジラ929頭、イワシクジラ1,617頭）を捕獲し、鯨油1万165t、冷凍品2万7,943t、塩蔵品485.0t、その他740.0tを製造して9月23日に帰航した。
1967年（昭和42年）の第16次北洋捕鯨は、5月13日に出航しヒゲクジラBWU734.0頭（ナガスクジラ629頭、イワシクジラ2,517頭）を捕獲、鯨油1万1,748t、冷凍品3万2,664t、塩蔵品367.0t、その他850.0tを製造して9月25日に帰航した。これ以降、第二極洋丸の船団は削減される捕獲頭数を鯨肉を含めたクジラの完全利用でカバーするため、BWUではナガスクジラ1頭に対し3頭と換算され有利なイワシクジラを優先的に捕獲するようになる。
第17次北洋捕鯨帰航後の1968年（昭和43年）10月、第三極洋丸が改装工事に入ったため、第23次南氷洋捕鯨は第二極洋丸の船団が代わって従事することとなった。11月14日、第二極洋丸船団は南氷洋に向けて出航した。
1970年（昭和45年）の第19次北洋捕鯨が第二極洋丸の最後の捕鯨となった。第二極洋丸は5月2日に横浜港を出航し、5月6日に操業開始。8月19日にヒゲクジラの捕獲枠BWU284.16頭（イワシクジラ1,204頭、ナガスクジラ167頭）を達成した。6月29日のIWC会議で、捕鯨母船の北洋・南氷洋兼用が認められたため、1971年（昭和46年）の第20次北洋捕鯨からは第三極洋丸船団が投入された。これに伴い、第二極洋丸は捕鯨事業から撤退し、ヘリポートや救命ボートの大半を撤去した状態で、タンカーとして運航されていた。

## オーシャン・グリーン
1973年（昭和48年）9月3日、極洋とジャパンラインの共同出資で廃油処理を行うオーシャングリーンサービスが設立された。第二極洋丸は廃油処理船に再改装され、オーシャン・グリーン（Ocean Green）に再改名された。
オーシャン・グリーンは1975年（昭和50年）に引退し、大韓民国の馬山（現・昌原）で解体された。